# Crime and The City Solution
Crime And The City Solution – alternatywny, postpunkowy zespół muzyczny zrzeszający artystów pochodzenia australijsko – brytyjsko-niemieckiego. Crime And The City Solution w latach 80. swoją twórczością podążał za stylem The Birthday Party, również inspirował się dokonaniami The Doors. Teksty poruszają mroczne zakamarki duszy ludzkiej. Crime And The City Solution grał z wieloma znanymi zespołami lat 80. m.in. z Butthole Surfers, Swans, The Fall, Die Haut, The Jesus and Mary Chain, Wolfgang Press, My Bloody Valentine, Black Flag, Nick Cave and the Bad Seeds.

## Historia
Grupa powstała w 1977 roku w Sydney z inicjatywy Simona Bonneya (ur. 1961 w Tasmanii, Australia), która do 1980 roku dawała wyłącznie szereg koncertów w Sydney, później w Melbourne.
Crime And The City Solution ponownie wskrzesił swoją działalność, gdy drogi przybyłego w 1983 r. do Londynu Simona Bonneya wraz z Brownyn Adams zeszły się z emigrującymi (w 1980 roku z Australii przybyłymi do Londynu) muzykami z The Birthday Party w Europie. Już na przełomie lat 1984/1985 skład tej grupy prezentował się następująco: Simon Bonney – wokal, Rowland S. Howard –gitara (ex The Boys Next Door, ex The Birthday Party), Harry Howard – bas (brat Rowlanda), Mick Harvey – instrumenty perkusyjne, gitara, bas, wibrafon, wokal (ex The Boys Next Door, ex The Birthday Party). Mick Harvey jest jednocześnie członkiem zespołu Nicka Cave’a – The Bad Seeds. W 1985 roku do grupy dołączył grający na perkusji Kevin Paul Godfrey (pseudonim artystyczny – Epic Soundtraks), tj. były członek zespołów Swell Maps i Red Crayola, natomiast w 1986 roku z zespołem nawiązała współpracę wspomniana przyjaciółka Bonneya – skrzypaczka Brownyn Adams.
Rok 1986 był najbardziej udanym rokiem dla zespołu, a mianowicie odbyte trasy w Australii, Europie i USA. Sukcesem było również nagranie w 1986 roku pierwszego pełnometrażowego albumu pt. Room of Lights. Na przestrzeni końca 1986 r. i początku 1987 roku Rowland S. Howard wraz ze swoją dziewczyną Genevieve McGuckin oraz Harry Howardem i „Epic Sountracksem” utworzyli zespół These Immortal Souls nagrywając minialbum Get Lost (Don’t lie), tym samym działalność „Crime’ów” została zawieszona. Ponadto w 1987 r. Rowland S. Howard nagrywa w duecie z Nikkim Suddenem, byłym wokalistą i gitarzystą Swell Maps, płytę Kiss You Kidnapped Charabanc. W tym czasie Simon Bonney pracuje w radio – docelowo dla europejskiej trasy noise punkowego, hardcore’owego zespołu Scratch Acid (jest to późniejszy The Jezus Lizard).
Po wznowienu działalności Crime And The City Solution – Bonney rekrutuje w lipcu 1987 r. gitarzystę Alexandra Hacke’a jednocześnie grającego w macierzystym Einstürzende Neubauten, zaś Ludwig Chrislo Haas z grupy D.A.F i Thomas Stern zastępują odejście Rowlanda S. Howarda, Harry’ego Howarda i Kevina Paula Godfreya. W 1988 roku skład Crime And The City Solution przedstawia się następująco: Simon Bonney (śpiew), Bronwyn Adams (skrzypce), Alex Hacke (gitara), Chrislo Haas (bas), Mick Harvey (instrumenty perkusyjne).
W 1990 roku Crime And The City Solution nagrywa kolejną drugą płytę długogrającą pt. Paradise Disccotheque. Pod koniec roku następnego grupa Crime And The City Solution ostatecznie się rozpadła. W 1993 roku Mute Records wydała album koncertowy pt. The Adversary rejestrujący koncert Crime And The City Solution z 6 sierpnia 1991 roku z Nowego Jorku. Simon Bonney wówczas przeniósł się do Los Angeles i nagrał w 1992 r. swój pierwszy solowy album pt. Forever, natomiast w 1996 r. Mute Records wydała jego drugi album pt. Everyman.
Pod koniec 2011 Simon Bonney mieszkający w Detroit ogłosił, że Crime And The City Solution wznowiła działalność i w 2012 r. zamierza zarejestrować nowy album wydany przez Mute Records. W 2013 roku ukazał się album pt. American Twilight nagrany w składzie: Bonney, Adams, Hacke, David Eugene Edwards (16 Horsepower, Denver Gentlemen, The, JLP Sessions Project, The, Woven Hand), Troy Gregory, Matthew Smith, Jim White (Dirty Three) i Danielle de Picciotto (żona Alexa Hacke). Nagranie miało miejsce w Detroit w Tempermill studio.

## Koncert w Polsce
1 sierpnia 1988 roku Crime And The City Solution gościło w Polsce w Warszawie w Remoncie. Wcześniej, w tym samym roku, 28 czerwca, zespół wystąpił na VI Festiwalu – Nowa Scena „Nowa Świadomość” w Sopocie, a dzień później – w Słupsku razem z zespołem Pidżama Porno.

## Wideo i Filmografia
Crime and The City Solution wraz z The Bad Seeds i Nickiem Cavem epizodycznie wystąpili w wyprodukowanym w 1988 r. filmie Niebo nad Berlinem(pol.)/Der Himmel über Berlin(niem.)/Wings of Desire (ang.)/Les Ailes Du Desir (franc.) w reżyserii Wima Wendersa.
W 1989 roku został zarejestrowany koncert video (VHS) formacji Crime And The City Solution pt. Kings Of Independence razem z zespołami Nick Cave And The Bad Seeds i Swans.

## Muzycy[1][2][10]

### Lata 1977–1978 (Sydney)
- Simon Bonney – śpiew
- Don McLennan – instrumenty perkusyjne
- Harry Zanteni – gitara elektryczna
- Phil Kitchener – gitara basowa
- Dave MacKinnon – soprano, tenor saksofon

### Rok 1979 (Melbourne)
- Simon Bonney – śpiew
- Don McLennan – instrumenty perkusyjne
- Dan Wallace-Crabbe – gitara elektryczna
- Lindsay O’Meara – gitara basowa
- Chris Astley – syntezator, instrumenty klawiszowe
- Kim Beissel – alt saksofon

### Lata 1985–1986 Berlin/London
- Simon Bonney – śpiew
- Mick Harvey – gitara elektryczna
- Rowland S. Howard – gitara elektryczna
- Harry Howard – gitara basowa
- Kevin Paul Godfrey (Epic Soundtracks) – instrumenty perkusyjne

### Lata 1987–1990 Berlin
- Simon Bonney – śpiew
- Mick Harvey – instrumenty perkusyjne
- Bronwyn Adams – skrzypce
- Chrislo Haas – syntezator, instrumenty klawiszowe
- Alexander Hacke – gitara elektryczna
- Thomas Stern – gitara basowa

### Lata 2012 – obecnie Detroit
- Simon Bonney – śpiew
- Bronwyn Adams – violina
- David Eugene Edwards – gitara elektryczna
- Troy Gregory – gitara basowa
- Alexander Hacke – gitara elektryczna
- Danielle de Picciotto – śpiew, wizualizacje
- Matthew Smiths – syntezator, instrumenty klawiszowe
- Jim White – instrumenty perkusyjne

## Dyskografia[2][11]
- The Dangling Man (EP, 1985)
- Just South of Heaven (Mini LP, 1985)
- The Kentucky Click/Adventure (EP, 1986)
- Room of Lights (LP, 1986)
- The Kentucky Click / Adventure (maksi singiel, 1986)
- On Every Train (Grain Will Bear Grain) (maksi singiel, 1988)
- Shine (LP, 1988)
- The Bride Ship (LP, 1989)
- The Shadow Of No Man (singiel, 1989)
- I Have The Gun (singiel, 1990)
- Paradise Discotheque (LP, 1990)
- The Dolphins And The Sharks (maksi singiel, 1991)
- The Adversary (LP Live, 1993)
- American Twilight (LP, 2013)